# Йорген + Анна = любовь
«Йорген + Анна = любовь» (норв. Jørgen + Anne = sant) — норвежский фильм 2011 года, снятый под руководством Анне Севитски. Сценарий к фильму написан Камиллой Крогсвен, фильм основан на детской книге Вигдис Йорт «Йорген + Анна = любовь». В международном прокате фильм выходил под названием «Самая настоящая любовь» (англ. Totally True Love).

## Сюжет
Анна Лунде, озорная десятилетняя девочка-сорванец, не верит в любовь в юном возрасте, пока не влюбляется в Йоргена Руге, новичка из её класса. Но не она одна имеет на него планы: красавица Эллен из её класса тоже влюбляется в него. В отличие от Анны, Эллен всегда аккуратно и чисто одета, у неё красивые волосы, и она работает актрисой в рекламе. Анна решает, что у неё нет шансов стать девушкой Йоргена, и пишет Эллен поддельное признание от имени Йоргена… Она пытается поссорить Йоргена с Эллен. Но у неё не очень получается…

## Актёры
- Мария Аннетте Тандерё Берглюд[норв.] — Анна Лунде
- Отто Гарли — Йорген Руге
- Эурора Бах Родал — Беате
- Вильде Фредриксен Верло — Эллен
- Кристин Лангсруд — Тоне
- Педер Холене — Кнут
- Торкиль Хёэг — Уле Лунде
- Адриан Хольте Кристиансен — Даг
- Анна Яр Свалхейм — Хельга
- Эмир Муласмановик — Лука
- Рандолф Валдерхёуг[норв.] — отец Хельги
- Силье Брейвик — мама Анны
- Терье Ранес — папа Анны
- Оле Йохан Скьельбред-Кнутсен — папа Йоргена
- Маркус Тёнсет — папа Кнута
- Бригитт Виктория Свендсен — бабушка Беаты
- Мортен Фальдаас — учитель